# 大指猴
大指猴（Daubentonia robusta）為已滅絕的指猴近親，是指猴屬下唯二的物種之一。大指猴棲息於馬達加斯加，約於1,000年前絕種，目前僅有亞化石殘存。
直到2004年，已知的大指猴樣本包括4顆門牙、脛骨、以及其他顱後遺骸，發現於馬達加斯加南部及東南方，與現存的指猴分布區域不重疊。大指猴被認為與指猴外型十分相似，但根據下顎與門齒的尺寸比較，大指猴的體型大小可達指猴的2至2.5倍。